# Suiko
Suiko (|水虎, literalmente "Tigre de agua") es un yōkai perteneciente tanto al folklore japonés como al folklore chino. Tal como su nombre lo indica Suiko seria un legendario y majestuoso tigre de agua. Esta criatura puede estar relacionada con el tigre blanco Byakko.
Es un majestuoso tigre blanco, a veces erguido sobre sus patas traseras, con escamas de pescado cubriendo parte de su cuerpo. Tiene agallas que le permiten respirar tanto dentro como fuera del agua. Cuando está húmedo tiene la capacidad de volverse invisible a simple vista, reflejando la luz del sol en sus escamas.

## Cultura Popular
- En el anime, mangas y juegos de Pokémon el pokemon Suicune está basado en esta criatura.
- En el anime Naruto hay un personaje eventual llamado Suiko, un ninja de la Aldea Takumi.